# エリコフォン
エリコフォン（Ericofon）はスウェーデンのエリクソン社で造られた一体型電話機である。

## 概要

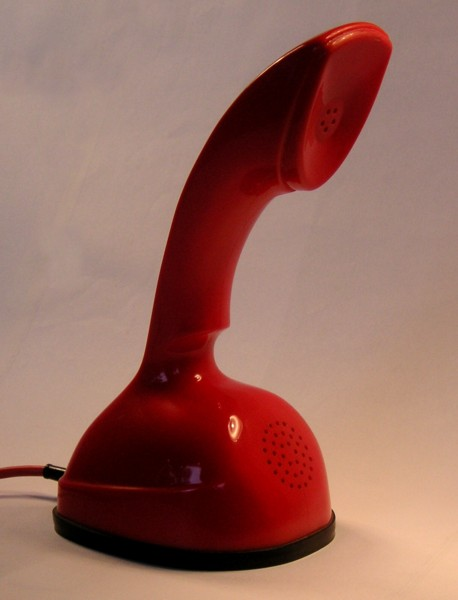
エリコフォン

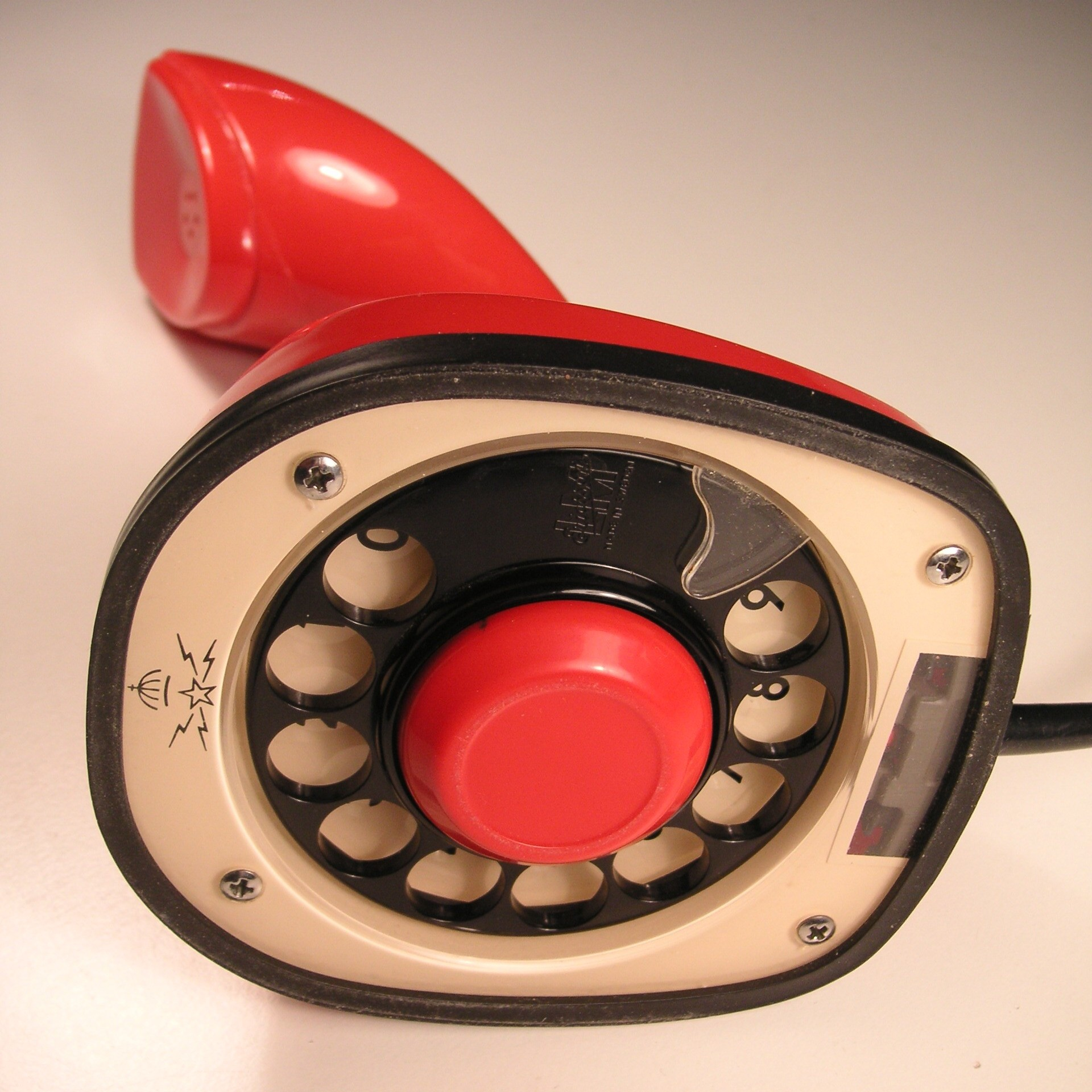
ダイアルとフックスイッチが収められた底部

エリコフォンは1940年代遅くにヨースタ・ターメス（Gösta Thames）、ラルフ・ライセル（Ralph Lysell）、ヒューゴ・ブロムベルグ（Hugo Blomberg）らのデザインチームによりデザインされた。この電話機の特徴は2つの主要部位（受話器とダイアル）が1つの筐体の中に収まっている点である。この一体型デザインは典型的なコードレス電話や携帯電話に至る進化を数十年も先取りしていた。エリコフォンはプラスチック製のインダストリアルデザインの金字塔とみなされている。この電話機の量産は1954年に始まり、初期のモデルは公共施設向けのみに販売されていたが1956年からヨーロッパやオーストラリアの市場で販売が開始された。スウェーデンではエリコフォンはその形状がヘビと似ていることからコブラ電話（cobra telephone）として知られている。
ベル研究所は当初エリコフォンの米国市場への導入を許さなかったが、直ぐにベストセラーとなった。米国市場へ導入されたときは18色から選択できたが、後にノース・エレクトリック社（North Electric）に生産が移管されると色数は8色に減らされた。
ほとんどのエリコフォンは当時製造されていた全ての電話機の典型と同じく機械式のロータリーダイアル方式の電話機であった。エリクソン社は呼び出し音に小型のブザーを使用し、ノース・エレクトリック社は電子式"エリコトーン（Ericotone）"呼び出し器を自社製のエリコフォンに使用した。エリコトーン呼び出し器は単純な1個のトランジスタ発振回路が電話の呼び出し音としてかん高い音（"chirping" sound）を発していた。機械式のベルを備えたものやロータリーダイアル方式の電話機はトランジスタの必要が無かったので、これは電話機にトランジスタが使用された最も早い事例の一つであった。ノース・エレクトリック社は1967年にトーン信号版のエリコフォンも米国市場へ導入したが、これはロータリーダイアル版ほどは生産されなかった。トーン信号版のエリコフォンが年を経るにつれ希少となっていったのはフックスイッチ機構の設計上の欠陥から手荒に置くと使用できなくなるからであった。ノース・エレクトリック社は北米市場向けのエリコフォンの生産を1972年に止めた。
エリクソン社は1976年に同社の100周年の記念にプッシュホン方式のエリコフォン、モデル700を発売した。モデル700は角ばったデザインであったがトーン信号方式では無かった。ボタンが押された時に電子部品が電気信号を伝達する代わりにロータリーダイアルが電気信号を真似た信号を発した。エリクソン社は1980年頃までロータリーダイアル版のエリコフォンの製造も続けていた。